# Санчес Гарсия, Хесус
Хесус Энрике Санчес Гарсия (исп. Jesús Enrique Sánchez García; 31 августа 1989, Сан-Луис-Рио-Колорадо, Мексика) — мексиканский футболист, вингер клуба «Гвадалахара».

## Клубная карьера
Санчес — воспитанник клуба «Гвадалахара». 8 августа 2010 года в матче против «Сан-Луиса» он дебютировал в мексиканской Примере. 10 октября в поединке против «Керетаро» Хесус забил свой первый гол за «Гвадалахару». 26 октября 2012 года в матче лиги чемпионов КОНКАКАФ против гватемальского «Шелаху» Санчес забил свой первый гол на международном уровне. В 2015 году он помог родному клубу завоевать Кубок Мексики. В 2017 году Санчес помог клубу выиграть чемпионат.

## Достижения
Клубные
 «Гвадалахара»
- Чемпионат Мексики по футболу — Клаусура 2017
- Обладатель Кубка Мексики — Апертура 2015
- Обладатель Суперкубка Мексики — 2016